# Ludger Hoffmann
Ludger Hoffmann (* 1951 in Hövelhof, Kreis Paderborn) ist ein deutscher Sprachwissenschaftler. Er lehrt als Professor an der Technischen Universität Dortmund. Hoffmann verfasst Arbeiten unter anderem zur funktionalen Grammatik des Deutschen, zur Kommunikation vor Gericht und zur Sprache des Rechts, zur Mehrsprachigkeit und menschlichen Sprachfähigkeit und zu Grammatik und Poetik.

## Leben
Nach dem Abitur in Paderborn im Jahre 1969 studierte Hoffmann in Münster Germanistik, Katholische Theologie und Philosophie. Nach der Promotion im Fach Germanistik im Jahre 1977 mit dem Thema Zur Sprache von Kindern im Vorschulalter war Hoffmann von 1978 bis 1980 wissenschaftlicher Assistent an der Pädagogischen Hochschule und von 1980 bis 1986 an der Westfälischen Wilhelms-Universität Münster. Während dieser Zeit habilitierte er sich mit dem Thema Kommunikation vor Gericht.
Nach wissenschaftlichen Stationen in Münster, Mannheim (Institut für Deutsche Sprache) und Hamburg (Professur für Deutsche Grammatik) ist er seit 1997 am Lehrstuhl für Deutsche Sprache und Deutsch als Zweit- und Fremdsprache der Technischen Universität Dortmund tätig.
Zu seinem 65. Geburtstag wurde ihm zu Ehren eine Festschrift herausgegeben.

## Forschungsschwerpunkte
- Grammatik des Deutschen
- Theorie der funktionalen Grammatik, funktionale Syntax
- Grammatikunterricht
- Pragmatik und Diskursanalyse
- Deutsch als Fremd-/Zweitsprache
- Spracherwerb, Grundlagen menschlicher Sprachfähigkeit
- Sprache und Recht, Gerichtskommunikation
- Sprache und Nationalsozialismus
- Grammatik und Poetik

## Werke
Monographien
- Zur Sprache von Kindern im Vorschulalter. 1978
- Kommunikation vor Gericht. 1983
- Grammatik der deutschen Sprache. 3 Bände, 1997, mit Gisela Zifonun, Bruno Strecker et al.
- Deutsche Grammatik. Grundlagen für Lehrerausbildung, Schule, Deutsch als Zweitsprache und Deutsch als Fremdsprache. 2021 (4., neu bearb. und erw. Aufl.)

Als Herausgeber
- Rechtsdiskurse. 1989
- Deutsche Syntax. 1992
- Funktionale Syntax. 2003
- Deutsche Wortarten. 2007
- Sprachdidaktik in mehrsprachigen Lerngruppen. 2011,  mit Yüksel Ekinci-Kocks
- Die Matrix der menschlichen Entwicklung. 2011, mit Kerstin Leimbrink, Uta Quasthoff
- Migration Mehrsprachigkeit Bildung. 2013, mit Yüksel Ekinci, Kerstin Leimbrink, Lirim Selmani
- Deutsch als Zweitsprache. Ein Handbuch für die Lehrerausbildung. 2017, mit Shinichi Kameyama, Monika Riedel, Pembe Şahiner, Nadja Wulff
- Schreiben. Dortmunder Poetikvorlesungen von Felicitas Hoppe; Schreibszenen und Schrift – literatur- und sprachwissenschaftliche Perspektiven. 2017, mit Martin Stingelin
- Funktionale Grammatik und Sprachvergleich. 2018, mit Olga Naumovich, Lirim Selmani
- Sprachwissenschaft. Ein Reader. 2019 (4. erw. Aufl.)
- Mehrsprachigkeit und Mehrkulturalität  im Konflikt. 2022, mit Yüksel Ekinci